# 丹羽大輝
丹羽大輝（1986年1月16日—），日本職業足球員，司職后衛，現效力西班牙皇家足協乙組聯賽球隊塞斯陶河，前日本國家足球隊成員。

## 俱樂部生涯
曾被球队租去德岛漩涡，2008年赛季结束后离开大宫松鼠。从福冈黄蜂结束租借的丹羽大辉选手正式回归了球队。
日乙第39轮比赛中，大阪飞脚凭借佐藤晃大、宇佐美贵史、丹羽大辉和远藤保仁的进球以4:0战术熊本深红，积分达到80分反超神户胜利船1分夺回榜首，在联赛还剩三轮情况下领先第三名京都不死鸟10分，从而提前三轮升级成功。
大阪飞脚后卫丹羽大辉在上週日主场对鹿岛鹿角的比赛中受伤。经诊断后今天球队宣佈伤情为右肩锁骨骨折，休战时间未知。
去年大阪飞脚官方宣布，日本后卫丹羽大辉将加盟广岛三箭。
西丙第二级别联赛球队塞斯陶河足球俱乐部官方宣布，日本球员丹羽大辉加盟该球队。
9月20日，西乙B2组第3轮塞斯陶河2-1圣胡安的比赛中，丹羽大辉首发出场并打满90分钟，这是他本赛季的第二次出场。

## 國家隊生涯
丹羽大辉曾于2015年入选了日本国家足球队，并参加了2015年东亚杯。
中后卫丹羽大辉入选了日本国家足球队，将参加2018年世界杯亚洲区预选赛和叙利亚以及伊朗的比赛。